# هشام بن عمار
هشام بن عمار بن نُصير بن ميسرة بن أبان السُّلمي وقيل الظَّفَري، أبو الوليد الدمشقي، السلمي (153 هـ - 245 هـ)، يعد شيخ أهل دمشق ومفتيهم وخطيبهم ومقرئهم ومحدثهم، قال الذهبي: وَكَانَ هِشَامٌ خَطِيْباً، بَلِيْغاً، صَاحِبَ بَدِيْهَةٍ.

## روايته للقرآن والحديث
روى القرآن عن عبد الله بن عامر الشامي أحد القراء السبعة، وروى الحديث عن معروفٍ أبي الخطاب الدمشقي صاحب واثلة بن الأسقع، وصدقة بن خالد، وعبد الحميد بن حبيب أبي العشرين، وعبد الله بن أبي الرجال، وسليم بن مطير، ورويح بن عطية، وحاتم بن إسماعيل، عبد الرحمن بن زيد بن أسلم، ومسلم بن خالد الزنجي وخلق كثير، وروى عن الإمام مالك إمام دار الهجرة، وحصلت له قصة معه.
روى عنه البخاري في صحيحه، أبو داود، ابن ماجه، روى الترمذي عن البخاري عنه وابنه أحمد بن هشام، شيخاه الوليد بن مسلم ومحمد بن شعيب، ابن سعد، أبو عبيد القاسم بن سلام، مؤمل بن الفضل الحراني، يحيى بن معين وماتوا قبله، قدامة بن أحمد بن عبيد بن وقاص، دحيم، أبو حاتم، أبو زرعة الرازيان، والذهلي وآخرون.

## الجرح والتعديل
- قال يحيى بن معين: ثقة، وقال أيضاً: كيس، كيس.
- قال الدارقطني: صدوق كبير المحل.
- قال النسائي: لا بأس به.
- قال أحمد بن خالد الخلال عن يحيى بن معين: حدثنا هشام بن عمار وليس بالكذوب.
- قال عبدان: ما كان في الدنيا مثله، وقال في الزهرة: روى عنه البخاري أربعة أحاديث.

## قصته مع الإمام مالك بن أنس
- قَالَ أَبُو بَكْرٍ مُحَمَّدُ بنُ سُلَيْمَانَ الرَّبَعِيُّ: حَدَّثَنَا مُحَمَّدُ بنُ الفَيْضِ الغَسَّانِيُّ، سَمِعْتُ هِشَامَ بنَ عَمَّارٍ، يَقُوْلُ: بَاعَ أَبِي بَيتاً لَهُ بِعِشْرِيْنَ دِيْنَاراً، وَجَهَّزَنِي لِلْحَجِّ، فَلَمَّا صِرتُ إِلَى المَدِيْنَةِ، أَتَيتُ مَجْلِسَ مَالِكٍ، وَمَعِيَ مَسَائِلُ أُرِيْدُ أَنْ أَسْأَلَهُ عَنْهَا. فَأَتَيْتُهُ وَهُوَ جَالِسٌ فِي هَيْئَةِ المُلُوْكِ، وَغِلمَانٌ قِيَامٌ، وَالنَّاسُ يَسْأَلُوْنَهُ، وَهُوَ يُجِيْبُهُم. فَلَمَّا انْقَضَى المَجْلِسُ، قَالَ لِي بَعْضُ أَصْحَابِ الحَدِيْثِ: سَلْ عَنْ مَا مَعَكَ؟ فَقُلْتُ لَهُ: يَا أَبَا عَبْدِ اللهِ، مَا تَقُوْلُ فِي كَذَا وَكَذَا؟ فَقَالَ: حَصَلْنَا عَلَى الصِّبْيَانِ، يَا غُلاَمُ، احْمِلْهُ. فَحَمَلَنِي كَمَا يُحمَلُ الصَّبِيُّ، وَأَنَا يَوْمَئِذٍ غُلاَمٌ مُدْرِكٌ، فَضَرَبَنِي بِدِرَّةٍ مِثْلِ دِرَّةِ المُعَلِّمِيْنَ سَبْعَ عَشْرَةَ دِرَّةٍ، فَوَقَفتُ أَبْكِي. فَقَالَ لِي: مَا يُبْكِيْكَ؟ أَوْجَعَتْكَ هَذِهِ الدِّرَّةُ؟ قُلْتُ: إِنَّ أَبِي بَاعَ مَنْزِلَهُ، وَوَجَّهَ بِي أَتَشَرَّفُ بِكَ، وَبِالسَّمَاعِ مِنْكَ، فَضَرَبْتَنِي؟ فَقَالَ: اكتُبْ. قَالَ: فَحَدَّثَنِي سَبْعَةَ عَشَرَ حَدِيْثاً، وَسَأَلْتُهُ عَمَّا كَانَ مَعِي مِنَ المَسَائِلِ، فَأَجَابَنِي.[2]
- قَالَ يَعْقُوْبُ بنُ إِسْحَاقَ الهَرَوِيُّ، عَنْ صَالِحِ بنِ مُحَمَّدٍ الحَافِظِ: سَمِعْتُ هِشَامَ بنَ عَمَّارٍ يَقُوْلُ: دَخَلْتُ عَلَى مَالِكٍ، فَقُلْتُ لَهُ: حَدِّثْنِي. فَقَالَ: اقْرَأْ. فَقُلْتُ: لاَ، بَلْ حَدِّثْنِي. فَقَالَ: اقْرَأْ. فَلَمَّا أَكْثَرْتُ عَلَيْهِ، قَالَ: يَا غُلاَمُ، تَعَالَ اذْهَبْ بِهَذَا، فَاضْرِبْهُ خَمْسَةَ عَشَرَ. فَذَهَبَ بِي، فَضَرَبَنِي خَمْسَ عَشْرَةَ دِرَّةً، ثُمَّ جَاءَ بِي إِلَيْهِ، فَقَالَ: قَدْ ضَرَبْتُهُ. فَقُلْتُ لَهُ: لِمَ ظَلَمْتَنِي؟ ضَرَبتَنِي خَمْسَ عَشْرَةَ دِرَّةً بِغَيْرِ جُرمٍ، لاَ أَجعَلُكَ فِي حِلٍّ. فَقَالَ مَالِكٌ: فَمَا كَفَّارَتُهُ؟ قُلْتُ: كَفَّارَتُهُ أَنْ تُحَدِّثَنِي بِخَمْسَةَ عَشَرَ حَدِيْثاً. قَالَ: فَحَدَّثَنِي بِخَمْسَةَ عَشَرَ حَدِيْثاً. فَقُلْتُ لَهُ: زِدْ مِنَ الضَّرْبِ، وَزِدْ فِي الحَدِيْثِ. فَضَحِكَ مَالِكٌ، وَقَالَ: اذهَبْ.[2]

الدِّرة: هي العصا. ومالك رحمه الله لم يكن يحدث أحدًا من لفظه؛ بل يُقرأ عليه وهو يصحح، ولذلك حصل مع هشامٍ ما حصل، فإن هشامًا أراد أن يحدثه مالك من لفظه فأبى مالك.